# Santa Maria em Cosmedin (diaconia)
Santa Maria em Cosmedin (em latim, Sanctae Mariae in Cosmedin) é uma diaconia instituída em cerca de 750 pelo Papa Estevão II.
A igreja foi erguida em cerca de 600 pelo Papa Gregório I, perto do antigo templo da Fortuna (Templum Fortunæ) na região X de Roma. Também foi chamado em Santa Maria in Schola Græca e Santa Maria em Cosmidi. De acordo com uma inscrição original, Duque Eustazio, que era seu primicerio, doou fundos para a diaconia. No início, no século VI, era uma pequena igreja construída na Loggia dei Mercanti. Mais tarde, foi transformada em uma basílica real pelo Papa Adriano I. Foi suprimida em 1432 pelo Papa Eugênio IV, que doou a igreja aos beneditinos de Monte Cassino, para evitar os conflitos de competência entre o cardeal-diácono e os monges. O Papa Leão X restabeleceu-a em 1513.
Sua igreja titular é Santa Maria in Cosmedin.